# Olympische Jugend-Sommerspiele 2014/Teilnehmer (Belgien)
| Gelbes Symbol für Goldmedaillen mit stilisierten Olympischen Ringen | Graues Symbol für Silbermedaillen mit stilisierten Olympischen Ringen | Braundes Symbol für Bronzemedaillen mit stilisierten Olympischen Ringen |
| ------------------------------------------------------------------- | --------------------------------------------------------------------- | ----------------------------------------------------------------------- |
| —                                                                   | 2                                                                     | 4                                                                       |

Die belgische Jugend-Olympiamannschaft für die II. Olympischen Jugend-Sommerspiele vom 16. bis 28. August 2014 in Nanjing (Volksrepublik China) bestand aus 33 Athleten.

## Athleten nach Sportarten

### Basketball
Mädchen
- Fauve Bastiaenssen
- Eline Maesschalck
- Laeticia Mpoyi Wa Mpoyi
- Aline Verelst

### Bogenschießen
Jungen
- Rick Martens

### Golf
| Mädchen - Clara Aveling | Jungen - Alan De Bondt |

### Judo
| Mädchen - Sophie Berger | Jungen - Jorre Verstraeten Bronze Klasse bis 55 kg |

### Leichtathletik
Mädchen
- Chloé Beaucarne
Bronze  100 m Hürden
- Hanne Maudens
- Claire Orcel
- Lotte Schelderman

### Radsport
| Mädchen - Femke Van Den Driessche - Gianni Van Donink - Laura Verdonschot | Jungen - Cédric Beulens |

### Rudern
Jungen
- Niels Van Zandweghe

### Schwimmen
| Mädchen - Edith Mattens - Sara Vanleynseele | Jungen - Alexis Borisavljevic - Basten Caerts |

### Taekwondo
| Mädchen - Indra Craen Silber Klasse bis 49 kg - Laura Roebben Bronze Klasse bis 55 kg - Amber Pannemans | Jungen - Si Mohamed Ketbi Bronze Klasse bis 55 kg |

### Tennis
| Mädchen - Greet Minnen | Jungen - Clément Geens |

### Tischtennis
| Mädchen - Lisa Lung | Jungen - Martin Allegro |

### Triathlon
| Mädchen - Amber Rombaut | Jungen - Romain Loop |

### Turnen
Jungen
- Luka Van Den Keybus
Silber  Reck